# Les Talents de Xanadu

Les Talents de Xanadu (titre original : The Worlds of Theodore Sturgeon) est un recueil de nouvelles fantastiques et de science-fiction de Theodore Sturgeon publié en 1972.

## Liste et résumés des nouvelles

### Les Talents de Xanadu
- Titre original : The skills of Xanadu
- Publiée à l'origine en juillet 1956 dans le magazine de science-fiction américain Galaxy Science Fiction.
- Résumé : Tremble, Xanadu ! Tes treize mille habitants ont beau avoir tous les talents, ils ne sont rien face à Bril, qui vient, bardé d'armes cachées, préparer leur annexion par la brutale planète Kit Carson. Mais Bril est perplexe : que cache cette planète qui n'a ni chefs, ni usines, ni armée, ni transports ?

Il comprend enfin le jour où, à la suite d'un accident de pantalon, il est forcé de revêtir un habit xanadien : ce sont les ceintures qui font office de relais télépathique et donnent aux indigènes leur savoir illimité.
Bril s'empresse de ramener ce trophée sur Kit Carson. Sa planète sera désormais invincible ! Mais il ignore que c'est ce que veulent les Xanadiens : une fois un milliard et demi de Carsoniens équipés, les ceintures leur apprennent la philosophie, la fraternité et l'empathie – de sorte que, comme dix-sept autres planètes avant elle, Kit Carson bascule dans le camp de la liberté.
- Personnages : Bril, émissaire de Kit Carson ; ses hôtes le sénateur Tanyne, son épouse Nina, et leur fils Wonyne.

### L'Hôte parfait
- Titre original : The perfect host
- Publiée à l'origine dans le magazine Weird Tales en novembre 1948.
- Résumé : Grace Stoye se défenestre depuis sa chambre d'hôpital psychiatrique. Différentes personnes, pourtant étrangères à l'affaire, narrent alors les étranges agissements (parfois meurtriers) auxquels ils assistent ou se livrent sans savoir pourquoi. Puis, l'auteur avoue qu'il ne savait pas ce qu'il écrivait là. Enfin, il révèle le texte que sa machine a écrit sans lui. Cet écrit est le fait d'une entité née de l'inconscient humain. Jusque-là, celle-ci vivait passivement d'émotions positives, mais la mort de Grace, son hôte parfait, et les épreuves qui l'ont suivie, l'ont initiée à l'ivresse du crime ; la nouvelle est le biais par lequel elle a choisi de s'annoncer au monde.
- Personnages : par ordre d'expression, le jeune Ronnie Daniels ; son père Benton ; l'infirmière Lucille Holder ; Helmuth Stoye, jeune veuf ; Jeannie Beaufort, standardiste ; Lawrence Delaherty, policier, s'exprimant aussi pour son équipier Sam ; l'auteur ; la Chose.

### L'Amateur de cimetières
- Titre original : The graveyard reader
- Publiée à l'origine en 1958 par Groff Conklin dans une anthologie.
- Résumé : Le narrateur, jeune veuf, souffre terriblement de ne pas savoir pourquoi sa femme l'a quitté avant de se tuer en voiture, ni pourquoi ils ne pouvaient communiquer durant leurs années de mariage. Survient un habitué des cimetières, qui prétend pouvoir lire sur la tombe l'histoire de son occupante. Le narrateur tente sa chance : durant un an, l'inconnu lui apprend à "lire" les tombes. Lorsqu'il est à son tour capable de ce miracle, tout ce qu'il a appris des autres défunts, et aussi des vivants, fait qu'il renonce à "lire" la tombe de sa femme, par respect pour elle : à la place, il y ajoute la courte épitaphe Repose en paix – qui s'adresse tant à la morte qu'à lui-même, car il a enfin fait son deuil.
- Personnages : uniquement le narrateur et l'inconnu, anonymes.

### L'Autre Homme
- Titre original : The Other Man
- Publiée à l'origine en septembre 1956 dans Galaxy Science Fiction.
- Résumé : L'autre homme, c'est Richard Anson Newell, qui a tout volé à Fred, notamment sa femme Osa – et qui revient, tout guilleret, exiger de lui qu'il le rende encore plus charmeur, encore plus sûr de lui, encore plus détestablement fort. Car Fred, grâce à son psychotron hypnotique, peut modeler un psychisme, atténuer ses mauvais côtés, accentuer les bons. Il accepte pour Osa et par conscience professionnelle, sans savoir que son équipe va découvrir, à l'intérieur de "Richard", une autre personnalité, "Anson", enfantine et douce. Dès lors, quel est le meilleur Newell, celui qu'il faut renforcer aux dépens de l'autre ? Ce sera l'occasion d'une percée thérapeutique.
- Personnages : Fred (nom inconnu), son ex-épouse Osa, Richard Newell Anson, les infirmières Mlles Thomas et Jarrell.

### Le ciel était plein de vaisseaux
- Titre original : The Sky Was Full of Ships
- Publiée à l'origine en juin 1947 dans Thrilling Wonder Stories.
- Résumé : Gordon Kemp comparaît devant le tribunal "de bouseux" de Switchpath, Arizona, au sujet de la mort suspecte d'Alessandro Sykes. Selon Kemp, inventeur d'un chalumeau atomique, Sykes l'avait engagé pour forcer un caveau secret au milieu du désert. Ce caveau abritait des machines antiques, vouées à enregistrer l'Histoire humaine et à en rendre compte à quelqu'un. Sykes y voyait une somme historique unique, de quoi rendre son nom immortel; mais, une fois l'accès rouvert par Kemp, il s'est avéré que les machines avaient été réinitialisées au 16 juillet 1945. Kemp affirme, devant le tribunal incrédule, que Sykes est décédé d'un infarctus dû au choc, et qu'il soupçonne que le créateur des machines pourrait vouloir punir le comportement récent de l'humanité... Tous rient – sauf qu'à cet instant, une partie de la salle est vaporisée, et dehors, « le ciel était plein de vaisseaux ».
- Personnages : Gordon Kemp, le procureur Bert Whelson, un nommé Jed qui se fait la voix du public.

### Maturité
- Titre original : Maturity
- Publiée à l'origine en février 1947 dans le magazine américain Astounding Stories.
- Résumé : Robin English n'a pas trente ans, et cent idées géniales par semaine, qu'il n'achève jamais ou dont il fait cadeau à d'autres, de même que ses biens, au point de souvent manquer du nécessaire. Les docteurs Margaretta Wenzell (son amie d'enfance) et Mellet Warfield tentent de guérir son immaturité en agissant sur son cerveau. La cure fonctionne : Robin arrive enfin à se concentrer et connaît des succès éblouissants. Mais cette nouvelle maturité le force aussi à voir les aspects déplaisants de la vie. Faute de pouvoir en trouver toutes les solutions, il devient cynique, amer, et finit par décider de se laisser mourir, léguant sa fortune et son corps aux deux chercheurs désolés.

### Mémorial
- Titre original : Memorial
- Publiée à l'origine en avril 1946 dans Astounding Stories.
- Résumé : Grenfell le savant s'accroche souvent avec Roway, le littéraire. Leur principal sujet de dispute est le Cratère que Grenfell souhaite créer pour démontrer la réelle puissance de l'atome : face à ce "mémorial", pense-t-il, l'humanité verra le péril de la guerre nucléaire et y renoncera. Seulement, Grenfell attend trop : forcé de déclencher son arme alors que la guerre menace, il provoque l'engrenage fatal des frappes et contre-frappes. L'humanité laminée, presque éteinte, a bel et bien peur de l'atome et du Cratère de Grenfell – c'est normal puisqu'elle a été ramenée à un état quasi-animal.